# Cassidinidea fluminensis
Cassidinidea fluminensis is een pissebed uit de familie Sphaeromatidae. De wetenschappelijke naam van de soort is voor het eerst geldig gepubliceerd in 1944 door Mañe-Garzón.